# 朗源股份
朗源股份有限公司，簡稱朗源股份，以及朗源（英語：Lontrue Co., Limited，深交所：300175），於2002年由戚大广（董事長），於山東省龙口高新技术产业园区朗源路299号（總部）創立，前身為「烟台广源果蔬有限公司」。
現時業務在國內經營种植、储存、加工、销售各種農業產品，招股價為17.1元人民幣，發行新股為2700萬股，集資額為4.61億元人民幣。而股份則在2011年2月15日於深圳證券交易所創業板上市。

## 連結
- Lontrue.com （页面存档备份，存于）